# Tour du Paraná
Le Tour du Paraná (en portugais : Volta do Paraná) est une course cycliste par étapes brésilienne disputée dans l'État du Paraná. Il est organisé par la Confédération brésilienne de cyclisme. Il fait partie de l'UCI America Tour en 2004 en catégorie 2.5, et depuis 2005 en catégorie 2.2 sauf en 2008 où elle n'était pas classée, et de 2011 à 2013 où elle n'a pas été organisée.

## Palmarès
| Année   | Vainqueur,                        | Deuxième                 | Troisième                  |
| ------- | --------------------------------- | ------------------------ | -------------------------- |
| 2004    | Soelito Gohr (BRA)                | José Dos Santos (BRA)    | Miguel Direnna (URU)       |
| 2005    | Maurício Morandi (BRA)            | Antônio Nascimento (BRA) | Fabricio Morandi (BRA)     |
| 2006    | Márcio May (BRA)                  | Jorge Giacinti (ARG)     | Mac Donald Trindade (BRA)  |
| 2007    | Renato Seabra (BRA)               | Gerardo Fernández (ARG)  | Patrique Azevedo (BRA)     |
| 2008    | Renato Dos Santos Aparecido (BRA) | Fabricio Morandi (BRA)   | Jair Fernando Santos (BRA) |
| 2009    | Raul Cançado (BRA)                | Eduardo Sales (BRA)      | Marcos Novello (BRA)       |
| 2010    | Marco Arriagada (CHI)             | Edgardo Simón (ARG)      | Alan Maniezzo (BRA)        |
| 2011-13 | Non disputé                       | Non disputé              | Non disputé                |
| 2014    | Carlos Manarelli (BRA)            | Patricio Almonacid (CHI) | Gregolry Panizo (BRA)      |
| 2015    | Rodrigo Melo (BRA)                | Rodrigo Nascimento (BRA) | Carlos Manarelli (BRA)     |

## Victoires par pays
| Victoires | Pays   |
| --------- | ------ |
| 8         | Brésil |
| 1         | Chili  |